# 中里 (東京都北區)
中里（日语：／ Nakazato */?）是東京都北區的町名。現行行政地名為中里一丁目至中里三丁目。已實施住居表示。

## 地理
位於東京都北區東南部（瀧野川地區南部），鄰接豐島區（駒込），JR山手線駒込站東北邊。一丁目與二、三丁目之間為山手線，三丁目附近有京濱東北線通過。一丁目有山手線內唯一的平交道（踏切），並有座供養平交道事故者的角塔婆，稱仙人塔。除了豐島區界的商店街外，全域皆為住宅區。此外，西端有本鄉通，東部有田端高台通。
一、二丁目鄰近JR山手線駒込站，一丁目有瀧野川警察署中里交番、東中里公園，二丁目有西中里公園，三丁目有聖學院小學校、聖學院中學校、高等學校、女子聖學院中學校、高等學校、圓勝寺、萬榮寺。
中里東臨田端，西、南接豐島區駒込，西通西原。

### 地價
依據2013年（平成25年）7月1日的公告地價，中里2-20-5的住宅區地價為50萬2000日圓/m2。

## 歷史
依據中里貝塚，推測此地自舊石器時代或繩文時代就有人類居住。
奈良時代，這一帶屬「武藏國豐島郡荒墓鄉」。荒墓郷大約是現在的台東區、荒川區、北區南部一帶。
之後進行條里制區劃整理，中里因而得名。從村名可見此地與條里制的豐島驛（現在北區豐島周邊）有關。平安時代末期，此地稱平塚鄉，為豐島氏本城平塚城所在地。
近世，中里村屬豐島郡岩淵領。1646年（享保3年），赤羽根村、田端村、稻付村共為東叡山寛永寺領，幕末為圓勝寺領。依據新編武藏記載，此地是超過百戶的村落。武藏田園簿記載此地石高178石餘，天保鄉帳記載為235石。此外，中里村鎮守是上中里村的平塚明神社。
傳聞慶長年間德川家康曾坐在（腰掛け）圓勝寺的五本松，被稱作「家康腰掛之松」，因此被賜予5石朱印。
江戶時期，村內引入石神井用水，明治時代稱下鄉用水。中里村等18村組成「石神井川下用水組合」管理農業用水，但在下鄉用水沿岸地區陸續住宅區化後，於昭和初期廢止，現在已完全暗渠化。石神井用水又稱音無川。
明治時代，此地屬武藏縣知事管轄，1868年（明治元年）9月3日（舊曆7月17日）交由東京府管轄。1878年（明治11年）11月2日，郡區町村制施行，同時豐島郡分為北豐島郡與南豐島郡，此地屬東京府北豐島郡中里村。1889年（明治22年）4月1日，與上中里村、瀧野川村、田端村、西原村及下十條村一部分合併為北豐島郡瀧野川村大字中里。
1930年（昭和5年），大字中里國鐵東北本線以東成立大字昭和町一丁目～三丁目，2年後的1932年（昭和7年）10月1日編入東京市，舊瀧野川町成立瀧野川區，大字中里改為中里町。關東大地震後人口激增，此地從近郊農村轉變為住宅區。1943年（昭和18年）7月1日，東京都制施行，為東京都瀧野川區中里町。1947年（昭和22年）3月15日，瀧野川區與王子區合併成立北區，本地為東京都北區中里町。1953年（昭和28年），中里町京濱東北線以東編入上中里二丁目。1976年（昭和51年）5月1日，中里町全域，西原町、田端町各一部分成立北區中里一丁目～三丁目，實施住居表示至今。

### 町名由來
｢中里｣的由來主要有兩種說法。
- 古代豐島郡的中心村落。
- 古代豐島驛所在地。

### 沿革
- 古代－豐島郡中心村落，也推測是くは豊島驛所在地。
- 中世－推測為後北條氏領地。
- 近世－屬豐島郡岩淵領，中里村是百戶以上的村落。
- 1646年（享保3年）－東叡山寛永寺領。
- 1868年（明治元年）－武藏縣知事管轄。
  - 9月3日（旧暦7月17日）－東京府管轄，為東京府豐島郡中里村。
- 1874年（明治7年）3月8日－大區小區制（日语：大区小区制）施行，為第九大區三小區。
- 1878年（明治11年）11月2日－郡區町村制（日语：郡区町村制）施行。同時豐島郡分為北豐島郡與南豐島郡，維東京府北豐島郡中里村。
- 1889年（明治22年）4月1日－上中里村、瀧野川村、田端村、西原村及下十條村一部分合併，為北豐島郡瀧野川村大字中里。
- 1913年（大正2年）10月1日－町制施行，為北豐島郡瀧野川町大字中里。
- 1922年（大正11年）4月－依據舊都市計畫法，制定東京都市計畫區域。
- 1930年（昭和5年）－大字中里東北本線以東成立大字昭和町一丁目～三丁目。
- 1932年（昭和7年）10月1日－編入東京市。為東京市瀧野川區中里町。
- 1943年（昭和18年）7月1日－東京都制（日语：東京都制）施行，為東京都瀧野川區中里町。
- 1947年（昭和22年）3月15日－與王子區（日语：王子区）合併，為東京都北區中里町。
- 1953年（昭和28年）－中里町一部分編入上中里二丁目。
- 1976年（昭和51年）5月1日－住居表示（日语：住居表示）施行。中里町全域，西原町、田端町各一部分新成立北區中里一丁目～三丁目。

### 町名變遷
| 實施後     | 實施年月日               | 實施前         |
| ---------- | ------------------------ | -------------- |
| 中里一丁目 | 1976年（昭和51年）5月1日 | 中里町         |
| 中里二丁目 | 1976年（昭和51年）5月1日 | 中里町，西原町 |
| 中里三丁目 | 1976年（昭和51年）5月1日 | 中里町，田端町 |

## 小字
以下為瀧野川町大字中里時代的小字。
- 居村通
- 內貝塚
- 貝塚向
- 峽下
- 山王下
- 原西峽山
- 原西阪上
- 原東峽山
- 原東阪上
- 東前畑
- 比丘尼西
- 比丘尼東
- 廣町
- 西貝塚
- 西前畑

## 設施
公共設施
- 中里兒童館

教育
- 中里保育園
- 學校法人聖學院（日语：学校法人聖学院）
  - 聖学院幼稚園
  - 聖學院小學校（日语：聖学院小学校）
  - 聖學院中學校、高等學校（日语：聖学院中学校・高等学校）
  - 女子聖學院中學校、高等學校（日语：女子聖学院中学校・高等学校）

公園
- 三丁目遊園
- 中里台遊場
- 西中里公園
- 東中里公園
- 圓勝寺
- 萬榮寺

## 交通
鐵道
- JR山手線 ■駒込站 - 部分站舍位於町內。（所在地：豐島區駒込二丁目）

道路
- 本鄉通
- 田端高台通

## 備註
1. ↑  世帯と人口｜東京都北区 的存檔，存档日期2014-09-13.
2. 1 2 3  角川日本地名大辞典 13 東京都（角川書店）